# 艾利斯號驅逐艦 (DD-154)
艾利斯號驅逐艦（舷號DD-154）是一艘美國海軍建造的驅逐艦，為維克斯級驅逐艦的80號艦。她是美軍第二艘以艾利斯為名的軍艦，以紀念美西戰爭時期的海軍軍官佐治·艾利斯（George Henry Ellis）。
艾利斯號在1918年於克雷普父子造船廠開始建造，在同年下水，於1919年服役，其時第一次世界大戰已經結束。稍後艾利斯號被派往地中海及黑海執勤，為該地的饑荒提供人道援助，於1922年退役封存。1930年艾利斯號重新服役，在大西洋及太平洋之間用作訓練，期間曾參與搜救失事墜毀的阿克倫號飛船，於1936年再次退役。第二次世界大戰爆發後，艾利斯號重新服役，並派往大西洋海域作中立巡航，護航商船。戰事後期艾利斯號改為靶艦，訓練海軍飛行員。1945年艾利斯號退役除籍，並在1947年出售拆解。
艾利斯號在第二次世界大戰共獲一枚戰鬥之星。